# لوکاس البرتنگو
لوکاس البرتنگو (انگلیسی: Lucas Albertengo؛ زادهٔ ۳۰ ژانویهٔ ۱۹۹۱) بازیکن فوتبال اهل آرژانتین است.
از باشگاه‌هایی که در آن بازی کرده‌است می‌توان به باشگاه اتلتیکو ایندپندینته و باشگاه فوتبال مونتری اشاره کرد.